# Grand Prix de la FIDE 2014-2015
El Grand Prix de la FIDE 2014-2015 (oficialment, en anglès: FIDE Grand Prix 2014–2015) és una sèrie de quatre torneig d'escacs que forma part del cicle de classificació pel Campionat del món d'escacs de 2016. Els dos primers classificats ocuparan dues places pel Torneig de Candidats del 2016.

## Format
En contrast amb els dos cicles anteriors del Grand Prix el nombre de torneigs s'ha reduït de sis a quatre i els jugadors només juguen a tres torneigs. Com a resultat d'això no hi ha cap resultat a no tenir en compte, i cada torneig compta pel total de punts. Són setze els jugadors que han estat seleccionats per prendre part a la competició.
Cada torneig està compost per dotze jugadors, en un torneig round-robin a una volta. A cada ronda els jugadors puntuen 1 punt per victòria, ½ punt per les taules i 0 per les derrotes. Els punts del Grand Prix són assignats d'acord amb la posició de cada jugador en el torneig: 170 punts Gran Prix per al primer lloc, 140 per al segon lloc, 110 per al tercer lloc, i després 90 i baixant de 10 punts en 10. En cas d'empat a punts en un dels torneigs, els punts Grand Prix són compartits de manera uniforme pels jugadors empatats.

## Jugadors
El Grand Prix consta de 16 jugadors. La FIDE va anunciar els 11 classificats per reglamentació, amb quatre més nominats pels organitzadors i un pel president de la FIDE anunciat en el darrer instant. De la llista original dels convidats, Carlsen i Anand varen retirar la seva participació, ja que els dos primers torneigs es troben just abans del Matx pel campionat del món. Kramnik no hi va entrar (classificat per la Copa del Món), així com Aronian i Topalov (llista d'Elo). Els cinc reemplaçaments del Grand Prix es varen determinar després per la llista de ràting segons la normativa.
La llista final dels jugadors va ser anunciada el 9 de setembre de 2014. El jugador iranià Ehsan Ghaem-Maghami va ser reempleçat pel georgià Baadur Jobava després que el tercer torneig va ser canviat de Teheran a Tbilisi.
| Convidat                | País          | Mètode de classificació                                            |
| ----------------------- | ------------- | ------------------------------------------------------------------ |
| Dmitri Andreikin        | Rússia        | Copa del Món d'escacs de 2013                                      |
| Ievgueni Tomaixevski    | Rússia        | Copa del Món d'escacs de 2013                                      |
| Maxime Vachier-Lagrave  | França        | Copa del Món d'escacs de 2013                                      |
| Fabiano Caruana         | Itàlia        | Llista d'Elo de la FIDE (des del maig del 2013 a l'abril del 2014) |
| Aleksandr Grisxuk       | Rússia        | Llista d'Elo de la FIDE (des del maig del 2013 a l'abril del 2014) |
| Hikaru Nakamura         | Estats Units  | Llista d'Elo de la FIDE (des del maig del 2013 a l'abril del 2014) |
| Serguei Kariakin        | Rússia        | Llista d'Elo de la FIDE (des del maig del 2013 a l'abril del 2014) |
| Leinier Domínguez Pérez | Cuba          | Llista d'Elo de la FIDE (des del maig del 2013 a l'abril del 2014) |
| Xakhriar Mamediàrov     | Azerbaidjan   | Llista d'Elo de la FIDE (des del maig del 2013 a l'abril del 2014) |
| Borís Guélfand          | Israel        | Llista d'Elo de la FIDE (des del maig del 2013 a l'abril del 2014) |
| Piotr Svídler           | Rússia        | Llista d'Elo de la FIDE (des del maig del 2013 a l'abril del 2014) |
| Dmitri Iakovenko        | Rússia        | nominat per l'organització                                         |
| Teimur Radjàbov         | Azerbaidjan   | nominat per l'organització                                         |
| Rustam Kassimdjanov     | Uzbekistan    | nominat per l'organització                                         |
| Baadur Jobava           | Geòrgia       | nominat per l'organització                                         |
| Anish Giri              | Països Baixos | Nominat pel president de la FIDE                                   |

## Els premis en metàl·lic i punts Grand Prix
Els premis en metàl·lic són de 120.000 € per cada torneig del Grand Prix (rebaixat dels 170,000 €) i no hi ha cap bonificació econòmica per a la classificació general (l'any abans hi va haver 420.000 €).
| Lloc | Torneig del Grand Prix | Punts Grand Prix |
| ---- | ---------------------- | ---------------- |
| 1    | 20.000 €               | 170              |
| 2    | 15.000 €               | 140              |
| 3    | 13.000 €               | 110              |
| 4    | 11.000 €               | 90               |
| 5    | 10.000 €               | 80               |
| 6    | 9.500 €                | 70               |
| 7    | 9.000 €                | 60               |
| 8    | 8.500 €                | 50               |
| 9    | 7.500 €                | 40               |
| 10   | 6.500 €                | 30               |
| 11   | 5.500 €                | 20               |
| 12   | 4.500 €                | 10               |

## Desempats
Amb l'objectiu de determinar els classificats per a jugar al Torneig de Candidats de 2016, en el cas que dos o més jugadors tinguin iguals punts acumulats a la part superior, es fa servir els següents criteris per decidir el guanyador de la sèrie general i altres classificacions generals:
1. Nombre de punts del resultat d'anotar en els tres millors torneigs.
2. Nombre de partides jugades amb negres.
3. Nombre de victòries.
4. Nombre de victòries en negres.
5. Sorteig.

## Agenda
El tercer torneig inicialment estava pensat per a ser jugat a Teheran, Iran, però a l'octubre va ser anunciat un canvi. El quart torneig es va canviar de Moscou a Khanti-Mansisk.
| Núm. | Ciutat seu             | Data                         | Guanyadors                      | Punts (victòria/taules/derrota)  |
| ---- | ---------------------- | ---------------------------- | ------------------------------- | -------------------------------- |
| 1    | Bakú, Azerbaidjan      | 1 – 15 octubre 2014          | Fabiano Caruana, Borís Guélfand | 6.5/11 (+4=5-2), 6.5/11 (+3=7-1) |
| 2    | Taixkent, Uzbekistan   | 20 octubre – 3 novembre 2014 | Dmitri Andreikin                | 7/11 (+3=8-0)                    |
| 3    | Tbilisi, Geòrgia       | 14 – 28 febrer 2015          | Ievgueni Tomaixevski            | 8/11 (+5=6-0)                    |
| 4    | Khanti-Mansisk, Rússia | 13 – 27 maig 2015            |                                 |                                  |

## Classificacions i resultats dels torneigs

### Bakú 2014
|    | Jugador                    | Elo  | 1 | 2 | 3 | 4 | 5 | 6 | 7 | 8 | 9 | 10 | 11 | 12 | Total | SB    | TPR  | GP  |
| -- | -------------------------- | ---- | - | - | - | - | - | - | - | - | - | -- | -- | -- | ----- | ----- | ---- | --- |
| 1  | Borís Guélfand (ISR)       | 2748 | X | ½ | ½ | ½ | 1 | ½ | ½ | 1 | 0 | ½  | 1  | ½  | 6½    | 35.25 | 2816 | 155 |
| 2  | Fabiano Caruana (ITA)      | 2844 | ½ | X | ½ | ½ | 0 | 1 | 1 | ½ | 1 | ½  | 0  | 1  | 6½    | 34.50 | 2808 | 155 |
| 3  | Ievgueni Tomaixevski (RUS) | 2701 | ½ | ½ | X | ½ | ½ | ½ | ½ | ½ | ½ | ½  | 1  | ½  | 6     | 32.25 | 2788 | 82  |
| 4  | Hikaru Nakamura (USA)      | 2764 | ½ | ½ | ½ | X | ½ | 0 | ½ | ½ | ½ | 1  | 1  | ½  | 6     | 31.75 | 2782 | 82  |
| 5  | Aleksandr Grisxuk (RUS)    | 2797 | 0 | 1 | ½ | ½ | X | ½ | ½ | 0 | ½ | 1  | ½  | 1  | 6     | 31.25 | 2780 | 82  |
| 6  | Serguei Kariakin (RUS)     | 2767 | ½ | 0 | ½ | 1 | ½ | X | ½ | ½ | ½ | ½  | ½  | 1  | 6     | 31.25 | 2782 | 82  |
| 7  | Piotr Svídler (RUS)        | 2732 | ½ | 0 | ½ | ½ | ½ | ½ | X | ½ | 1 | ½  | ½  | 1  | 6     | 30.75 | 2785 | 82  |
| 8  | Teimur Radjàbov (AZE)      | 2726 | 0 | ½ | ½ | ½ | 1 | ½ | ½ | X | ½ | ½  | ½  | ½  | 5½    |       | 2754 | 50  |
| 9  | Xakhriar Mamediàrov (AZE)  | 2764 | 1 | 0 | ½ | ½ | ½ | ½ | 0 | ½ | X | ½  | ½  | ½  | 5     | 27.50 | 2720 | 35  |
| 10 | Rustam Kassimdjanov (UZB)  | 2706 | ½ | ½ | ½ | 0 | 0 | ½ | ½ | ½ | ½ | X  | 1  | ½  | 5     | 26.75 | 2724 | 35  |
| 11 | Dmitri Andreikin (RUS)     | 2722 | 0 | 1 | 0 | 0 | ½ | ½ | ½ | ½ | ½ | 0  | X  | 1  | 4½    |       | 2691 | 20  |
| 12 | Leinier Domínguez (CUB)    | 2751 | ½ | 0 | ½ | ½ | 0 | 0 | 0 | ½ | ½ | ½  | 0  | X  | 3     |       | 2582 | 10  |

### Taixkent 2014
|    | Jugador                      | Elo  | 1 | 2 | 3 | 4 | 5 | 6 | 7 | 8 | 9 | 10 | 11 | 12 | Total | SB    | TPR  | GP  |
| -- | ---------------------------- | ---- | - | - | - | - | - | - | - | - | - | -- | -- | -- | ----- | ----- | ---- | --- |
| 1  | Dmitri Andreikin (RUS)       | 2722 | * | 1 | ½ | 1 | ½ | 1 | ½ | ½ | ½ | ½  | ½  | ½  | 7     |       | 2852 | 170 |
| 2  | Xakhriar Mamediàrov (AZE)    | 2764 | 0 | * | ½ | ½ | ½ | ½ | ½ | ½ | ½ | 1  | 1  | 1  | 6½    | 34,50 | 2815 | 125 |
| 3  | Hikaru Nakamura (USA)        | 2764 | ½ | ½ | * | 1 | ½ | ½ | ½ | ½ | ½ | ½  | ½  | 1  | 6½    | 32,00 | 2815 | 125 |
| 4  | Baadur Jobava (GEO)          | 2717 | 0 | ½ | 0 | * | ½ | 1 | ½ | ½ | ½ | ½  | 1  | 1  | 6     | 32,50 | 2783 | 75  |
| 5  | Maxime Vachier-Lagrave (FRA) | 2757 | ½ | ½ | ½ | ½ | * | ½ | 1 | ½ | ½ | 0  | 1  | ½  | 6     | 31,00 | 2776 | 75  |
| 6  | Serguei Kariakin (RUS)       | 2767 | 0 | ½ | ½ | 0 | ½ | * | ½ | ½ | 1 | 1  | 1  | ½  | 6     | 30,00 | 2782 | 75  |
| 7  | Fabiano Caruana (ITA)        | 2844 | ½ | ½ | ½ | ½ | 0 | ½ | * | ½ | ½ | 1  | ½  | 1  | 6     | 29,75 | 2787 | 75  |
| 8  | Teimur Radjàbov (AZE)        | 2726 | ½ | ½ | ½ | ½ | ½ | ½ | ½ | * | ½ | ½  | ½  | ½  | 5½    |       | 2754 | 50  |
| 9  | Anish Giri (NED)             | 2768 | ½ | ½ | ½ | ½ | ½ | 0 | ½ | ½ | * | ½  | ½  | ½  | 5     |       | 2720 | 40  |
| 10 | Dmitri Iakovenko (RUS)       | 2747 | ½ | 0 | ½ | ½ | 1 | 0 | 0 | ½ | ½ | *  | ½  | ½  | 4½    |       | 2690 | 30  |
| 11 | Rustam Kassimdjanov (UZB)    | 2706 | ½ | 0 | ½ | 0 | 0 | 0 | ½ | ½ | ½ | ½  | *  | ½  | 3½    | 19,00 | 2625 | 15  |
| 12 | Borís Guélfand (ISR)         | 2748 | ½ | 0 | 0 | 0 | ½ | ½ | 0 | ½ | ½ | ½  | ½  | *  | 3½    | 18,75 | 2621 | 15  |

### Tbilisi 2015
|      | Jugador                      | Elo  | 1 | 2 | 3 | 4 | 5 | 6 | 7 | 8 | 9 | 10 | 11 | 12 | Total | GP  |
| ---- | ---------------------------- | ---- | - | - | - | - | - | - | - | - | - | -- | -- | -- | ----- | --- |
| 1    | Ievgueni Tomaixevski (RUS)   | 2716 | - | ½ | ½ | 1 | ½ | ½ | 1 | 1 | 1 | 1  | ½  | ½  | 8     | 170 |
| 2    | Dmitri Iakovenko (RUS)       | 2733 | ½ | - | ½ | ½ | ½ | 0 | ½ | ½ | ½ | 0  | ½  | ½  | 6,5   | 140 |
| 3    | Teimur Radjàbov (AZE)        | 2731 | ½ | ½ | - | ½ | ½ | ½ | ½ | 1 | ½ | ½  | ½  | ½  | 6     | 110 |
| 4-7  | Rustam Kassimdjanov (UZB)    | 2705 | 0 | ½ | ½ | - | ½ | ½ | 1 | 0 | ½ | ½  | 1  | ½  | 6     | 75  |
| 4-7  | Leinier Domínguez (CUB)      | 2726 | ½ | ½ | ½ | ½ | - | ½ | ½ | ½ | ½ | 0  | ½  | 1  | 6     | 75  |
| 4-7  | Anish Giri (NED)             | 2797 | ½ | 0 | ½ | ½ | ½ | - | ½ | ½ | ½ | ½  | 1  | ½  | 6     | 75  |
| 4-7  | Xakhriar Mamediàrov (AZE)    | 2759 | 0 | ½ | ½ | 0 | ½ | ½ | - | 1 | 1 | 0  | ½  | 1  | 6     | 75  |
| 8-10 | Aleksandr Grisxuk (RUS)      | 2810 | 0 | ½ | 0 | 1 | ½ | ½ | 0 | - | ½ | 1  | ½  | ½  | 5     | 40  |
| 8-10 | Maxime Vachier-Lagrave (FRA) | 2775 | 0 | ½ | ½ | ½ | ½ | ½ | 0 | ½ | - | 1  | ½  | ½  | 5     | 40  |
| 8-10 | Baadur Jobava (GEO)          | 2696 | 0 | 0 | ½ | ½ | 1 | ½ | 1 | 0 | 0 | -  | 1  | ½  | 5     | 40  |
| 11   | Piotr Svídler (RUS)          | 2739 | ½ | ½ | ½ | 0 | ½ | 0 | ½ | ½ | ½ | 0  | -  | 1  | 4,5   | 20  |
| 12   | Dmitri Andreikin (RUS)       | 2737 | ½ | ½ | ½ | ½ | 0 | ½ | 0 | ½ | ½ | ½  | 0  | -  | 4     | 10  |

### Khanti-Mansisk 2015
|    | Player                       | Rating | 1 | 2 | 3 | 4 | 5 | 6 | 7 | 8 | 9 | 10 | 11 | 12 | Total | SB | TPR | GP  |
| -- | ---------------------------- | ------ | - | - | - | - | - | - | - | - | - | -- | -- | -- | ----- | -- | --- | --- |
| 1  | Dmitri Iakovenko (RUS)       | 2738   | X | ½ | 1 | 0 | ½ | 0 | ½ | 1 | 1 | ½  | ½  | 1  | 6½    |    |     | 140 |
| 2  | Hikaru Nakamura (USA)        | 2799   | ½ | X | ½ | ½ | ½ | ½ | ½ | ½ | ½ | ½  | 1  | 1  | 6½    |    |     | 140 |
| 3  | Fabiano Caruana (ITA)        | 2803   | 0 | ½ | X | ½ | ½ | ½ | 1 | ½ | ½ | 1  | ½  | 1  | 6½    |    |     | 140 |
| 4  | Leinier Domínguez (CUB)      | 2734   | 1 | ½ | ½ | X | ½ | 1 | ½ | ½ | ½ | ½  | 0  | ½  | 6     |    |     | 85  |
| 5  | Borís Guélfand (ISR)         | 2744   | ½ | ½ | ½ | ½ | X | 1 | ½ | ½ | ½ | ½  | ½  | ½  | 6     |    |     | 85  |
| 6  | Piotr Svídler (RUS)          | 2734   | 1 | ½ | ½ | 0 | 0 | X | ½ | 1 | ½ | 0  | 1  | ½  | 5½    |    |     | 55  |
| 7  | Aleksandr Grisxuk (RUS)      | 2780   | ½ | ½ | 0 | ½ | ½ | ½ | X | ½ | 1 | ½  | ½  | ½  | 5½    |    |     | 55  |
| 8  | Anish Giri (NED)             | 2776   | 0 | ½ | ½ | ½ | ½ | 0 | ½ | X | ½ | 1  | 1  | ½  | 5½    |    |     | 55  |
| 9  | Serguei Kariakin (RUS)       | 2753   | 0 | ½ | ½ | ½ | ½ | ½ | 0 | ½ | X | 1  | ½  | 1  | 5½    |    |     | 55  |
| 10 | Ievgueni Tomaixevski (RUS)   | 2749   | ½ | ½ | 0 | ½ | ½ | 1 | ½ | 0 | 0 | X  | 1  | ½  | 5     |    |     | 30  |
| 11 | Baadur Jobava (GEO)          | 2699   | ½ | 0 | ½ | 1 | ½ | 0 | ½ | 0 | ½ | 0  | X  | ½  | 4     |    |     | 20  |
| 12 | Maxime Vachier-Lagrave (FRA) | 2754   | 0 | 0 | 0 | ½ | ½ | ½ | ½ | ½ | 0 | ½  | ½  | X  | 3½    |    |     | 10  |

## Classificació del Grand Prix
Els punts Grand Prix en negreta indica el guanyador del torneig.
|    | Jugador                      | Elo Maig 2015 | Baku | Taixkent | Tbilisi | Khanti- Mansisk | Total |
| -- | ---------------------------- | ------------- | ---- | -------- | ------- | --------------- | ----- |
| 1  | Fabiano Caruana (ITA)        | 2803          | 155  | 75       |         | 140             | 370   |
| 2  | Hikaru Nakamura (USA)        | 2799          | 82   | 125      |         | 140             | 347   |
| 3  | Dmitri Iakovenko (RUS)       | 2738          |      | 30       | 140     | 140             | 310   |
| 4  | Ievgueni Tomaixevski (RUS)   | 2749          | 82   |          | 170     | 30              | 282   |
| 5  | Borís Guélfand (ISR)         | 2744          | 155  | 15       |         | 85              | 255   |
| 6  | Xakhriar Mamediàrov (AZE)    | 2735          | 35   | 125      | 75      |                 | 235   |
| 7  | Serguei Kariakin (RUS)       | 2753          | 82   | 75       |         | 55              | 212   |
| 8  | Teimur Radjàbov (AZE)        | 2738          | 50   | 50       | 110     |                 | 210   |
| 9  | Dmitri Andreikin (RUS)       | 2723          | 20   | 170      | 10      |                 | 200   |
| 10 | Aleksandr Grisxuk (RUS)      | 2780          | 82   |          | 40      | 55              | 177   |
| 11 | Leinier Domínguez (CUB)      | 2734          | 10   |          | 75      | 85              | 170   |
| 12 | Anish Giri (NED)             | 2776          |      | 40       | 75      | 55              | 170   |
| 13 | Piotr Svídler (RUS)          | 2734          | 82   |          | 20      | 55              | 157   |
| 14 | Baadur Jobava (GEO)          | 2699          |      | 75       | 40      | 20              | 135   |
| 15 | Maxime Vachier-Lagrave (FRA) | 2754          |      | 75       | 40      | 10              | 125   |
| 16 | Rustam Kassimdjanov (UZB)    | 2715          | 35   | 15       | 75      |                 | 125   |